# Giải vô địch đua xe tăng thế giới 2022
Giải vô địch đua xe tăng thế giới 2022 được tổ chức từ ngày 13 tháng 8 đến ngày 27 tháng 8 cùng năm tại thao trường Alabino, Moskva, Nga trong khuôn khổ Hội thao quân sự quốc tế lần thứ VIII. Các đội tuyển đến từ 21 quốc gia và vùng lãnh thổ gồm Abkhazia, Azerbaijan, Armenia, Belarus, Venezuela, Việt Nam, Zimbabwe, Iran, Kazakhstan, Kyrgyzstan, Trung Quốc, Lào, Mali, Mông Cổ, Myanmar, Nga, Syria, Sudan, Tajikistan, Uzbekistan và Nam Ossetia sẽ tham gia cuộc thi. Như thường lệ, Belarus và Trung Quốc sẽ tham dự với hai loại xe tăng do chính họ chế tạo là T-72 (phiên bản cải tiến) và Type-96B.
Các đội tham dự được chia thành hai bảng đấu riêng biệt.
Bảng 1 gồm Azerbaijan, Belarus, Venezuela, Việt Nam, Kazakhstan, Kyrgyzstan, Trung Quốc, Mông Cổ, Nga và Uzbekistan.
Bảng 2 gồm Abkhazia, Armenia, Iran, Zimbabwe, Lào, Mali, Myanmar, Syria, Sudan, Tajikistan và Nam Ossetia.
Với kết quả của cuộc thi năm ngoái, năm nay đội tuyển Syria sẽ phải xuống chơi ở bảng 2 do họ là đội xếp cuối ở bảng 1 năm 2021, thế chỗ cho đại diện Tây Á ở bảng này là đội tuyển Kyrgyzstan sau khi họ đăng quang ở bảng 2 cùng năm.

## Các đội tuyển tham dự cuộc thi
- Abkhazia
- Azerbaijan
- Belarus
- Venezuela
- Việt Nam
- Kazakhstan
- Trung Quốc
- Kyrgyzstan
- Lào
- Mali
- Mông Cổ
- Myanmar
- Nga
- Syria
- Tajikistan
- Uzbekistan
- Nam Ossetia

### Quay lại
- Armenia
- Zimbabwe
- Iran
- Sudan

### Vắng mặt
- Serbia
- Qatar

## Cuộc đua vòng loại (cá nhân)

### Màu xe của các đội tuyển
|            |            |            |            |
| Kazakhstan | Mông Cổ    | Việt Nam   | Azerbaijan |
| Kyrgyzstan | Nga        | Trung Quốc | Belarus    |
|            | Uzbekistan |            | Venezuela  |

|             |          |          |            |
| Myanmar     | Syria    | Abkhazia | Armenia    |
| Sudan       | Zimbabwe | Iran     | Mali       |
| Nam Ossetia |          | Lào      | Tajikistan |

### Bảng 1[1]
| Ngày       | Thứ tự cuộc đua | Kíp xe |            |            |            |            |
| ---------- | --------------- | ------ | ---------- | ---------- | ---------- | ---------- |
| 13 tháng 8 | 1               | Kíp 1  | Mông Cổ    | Azerbaijan |            |            |
| 13 tháng 8 | 2               | Kíp 1  | Uzbekistan | Venezuela  | Việt Nam   | Kazakhstan |
| 14 tháng 8 | 3               | Kíp 1  | Nga        | Belarus    | Trung Quốc | Kyrgyzstan |
| 15 tháng 8 | 4               | Kíp 2  | Mông Cổ    | Azerbaijan |            |            |
| 16 tháng 8 | 5               | Kíp 2  | Uzbekistan | Venezuela  | Việt Nam   | Kazakhstan |
| 17 tháng 8 | 6               | Kíp 2  | Nga        | Belarus    | Trung Quốc | Kyrgyzstan |
| 19 tháng 8 | 7               | Kíp 3  | Mông Cổ    | Azerbaijan |            |            |
| 20 tháng 8 | 8               | Kíp 3  | Uzbekistan | Venezuela  | Việt Nam   | Kazakhstan |
| 21 tháng 8 | 9               | Kíp 3  | Nga        | Belarus    | Trung Quốc | Kyrgyzstan |

### Bảng 2
| Ngày       | Thứ tự cuộc đua | Kíp xe |          |            |          |             |
| ---------- | --------------- | ------ | -------- | ---------- | -------- | ----------- |
| 13 tháng 8 | 1               | Kíp 1  | Syria    | Armenia    | Lào      | Myanmar     |
| 14 tháng 8 | 2               | Kíp 1  | Zimbabwe | Mali       | Iran     | Nam Ossetia |
| 14 tháng 8 | 3               | Kíp 1  |          | Tajikistan | Abkhazia | Sudan       |
| 18 tháng 8 | 4               | Kíp 2  | Syria    | Armenia    | Lào      | Myanmar     |
| 18 tháng 8 | 5               | Kíp 2  | Zimbabwe |            | Iran     | Nam Ossetia |
| 19 tháng 8 | 6               | Kíp 2  |          | Tajikistan | Abkhazia | Sudan       |
| 20 tháng 8 | 7               | Kíp 3  | Syria    | Armenia    | Lào      | Myanmar     |
| 21 tháng 8 | 8               | Kíp 3  | Zimbabwe |            | Iran     | Nam Ossetia |
| 21 tháng 8 | 9               | Kíp 3  |          | Tajikistan | Abkhazia | Sudan       |